# Деме Стояї
Деме Стояї (угор. Sztójay Döme, уроджений Димитриє Стоякович (серб. Димитрије Стојаковић; 5 січня 1883, Вершец — 22 серпня 1946, Будапешт) — угорський генерал і дипломат сербського походження, прем'єр-міністр Угорщини в період 2-ї світової війни, який займав пронімецьку позицію.

## Життєпис
Народився в сербській сім'ї. В 1902 році вступив в австро-угорську армію. В роки 1-ї світової війни дослужився до звання полковника. Після війни служив у військах адмірала Горті, що воювали проти Угорської радянської республіки, займався контррозвідкою. Після призначення Горті регентом Угорщини Стояї отримав звання генерала. У 1925—1933 роках служив військовим аташе в Берліні. У 1927 році змінив прізвище Стоякович на Стояї.
У 1933—1935 році служив у міністерстві оборони Угорщини. У 1935 році був призначений послом Угорщини в Німеччині і займав цю посаду до 1944 року. Будучи послом, Стояї налагодив тісні зв'язки з міністерством закордонних справ Третього рейху завдяки своїй активній пронімецькій позиції, лобіював інтереси Німеччини перед угорським урядом. У березні 1944 року, коли гітлерівці вступили на територію Угорщини і примусили до відставки помірного прем'єр-міністра М. Каллаї, німецький посол Едмунд Веезенмайер запропонував Горті на посаду прем'єр-міністра Б. Імреді, однак Горті натомість запропонував кандидатуру Стояї. Горті сподівався, що Стояї, як професійний військовий, а не політик, буде менше піддаватися німецькому впливу. Німці, яким позиція Стояї була добре знайома, схвалили його вибір, і Стояї призначений 23 березня 1944 року на посаду прем'єр-міністра Угорщини і міністра закордонних справ.
На чолі уряду Стояї проводив відверто пронімецьку політику. Він легалізував Партію схрещених стріл Ф. Салаші, направив додаткові угорські війська на Східний фронт, розпустив профспілки, відправив у тюрму політичних опонентів, почав переслідування лівих політиків і активістів. У своїх діях Стояї не рахувався з авторитетом регента Горті і проводив масові переслідування євреїв. Горті незабаром дійшов до крайнього роздратування від дій Стояї, однак Гітлер категорично відмовляв йому в праві перешкоджати діям останнього. Горті, однак, використовував свій вплив, щоб перешкоджати депортації євреїв; він також наполіг на звільненні Б. Імреді з кабінету міністрів Стояї. Врешті-решт німці поступилися тиску Горті, і в серпні 1944 року він був замінений на посаді прем'єр-міністра більш помірним генералом Г. Лакатошем.

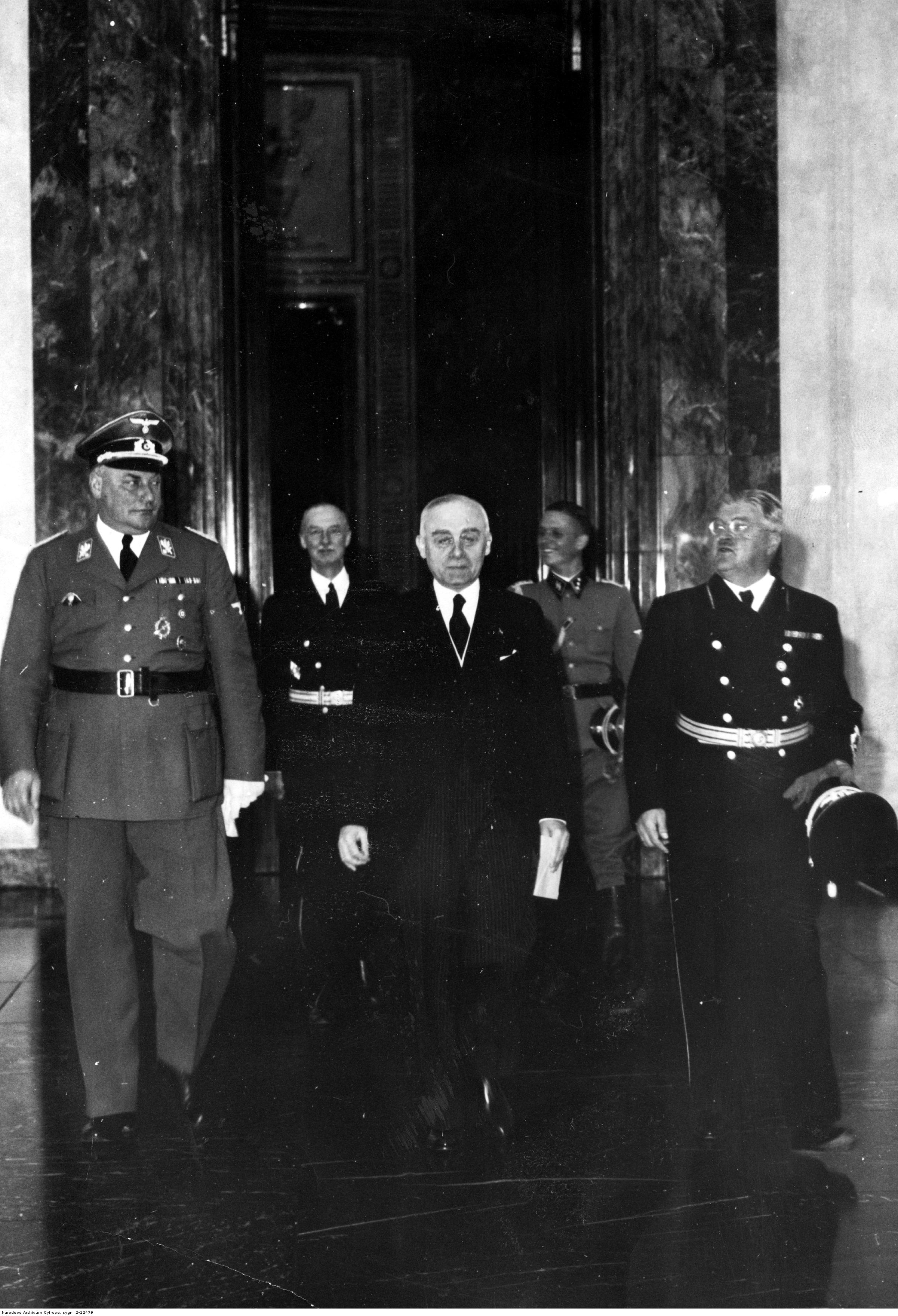
Деме Стояї (в центрі) з Вільгельмом Брюкнером (ліворуч) і Отто Майснером (праворуч) (Берлін, 1940).

Коли Горті був усунений від влади в жовтні 1944 року в результаті салашистського перевороту, Стояї не отримав посади у новому уряді. У квітні 1945 року Стояї втік у Німеччину і був узятий в полон американцями. У жовтні 1945 року був виданий Угорщині, засуджений Народним трибуналом в Будапешті до смертної кари. Розстріляний в 1946 році.

## Нагороди
Стояї був відзначений численними нагородами, серед яких:
- Ювілейний хрест
- Медаль «За військові заслуги» (Австро-Угорщина)
- Хрест «За військові заслуги» (Австро-Угорщина) 3-го класу з військовою відзнакою і мечами
- Орден Залізної Корони 3-го класу з військовою відзнакою і мечами
- Почесний знак Австрійського Червоного Хреста
- Залізний хрест 2-го класу
- Пам'ятна військова медаль (Угорщина) з мечам
- Німецький Олімпійський знак 1-го класу
- Орден Заслуг (Угорщина), командорський хрест